# Ernesto Luigi d'Assia-Darmstadt
Ernesto Luigi d'Assia-Darmstadt (Gotha, 15 dicembre 1667 – Darmstadt, 12 settembre 1739) fu langravio d'Assia-Darmstadt dal 1678 al 1739.

## Biografia

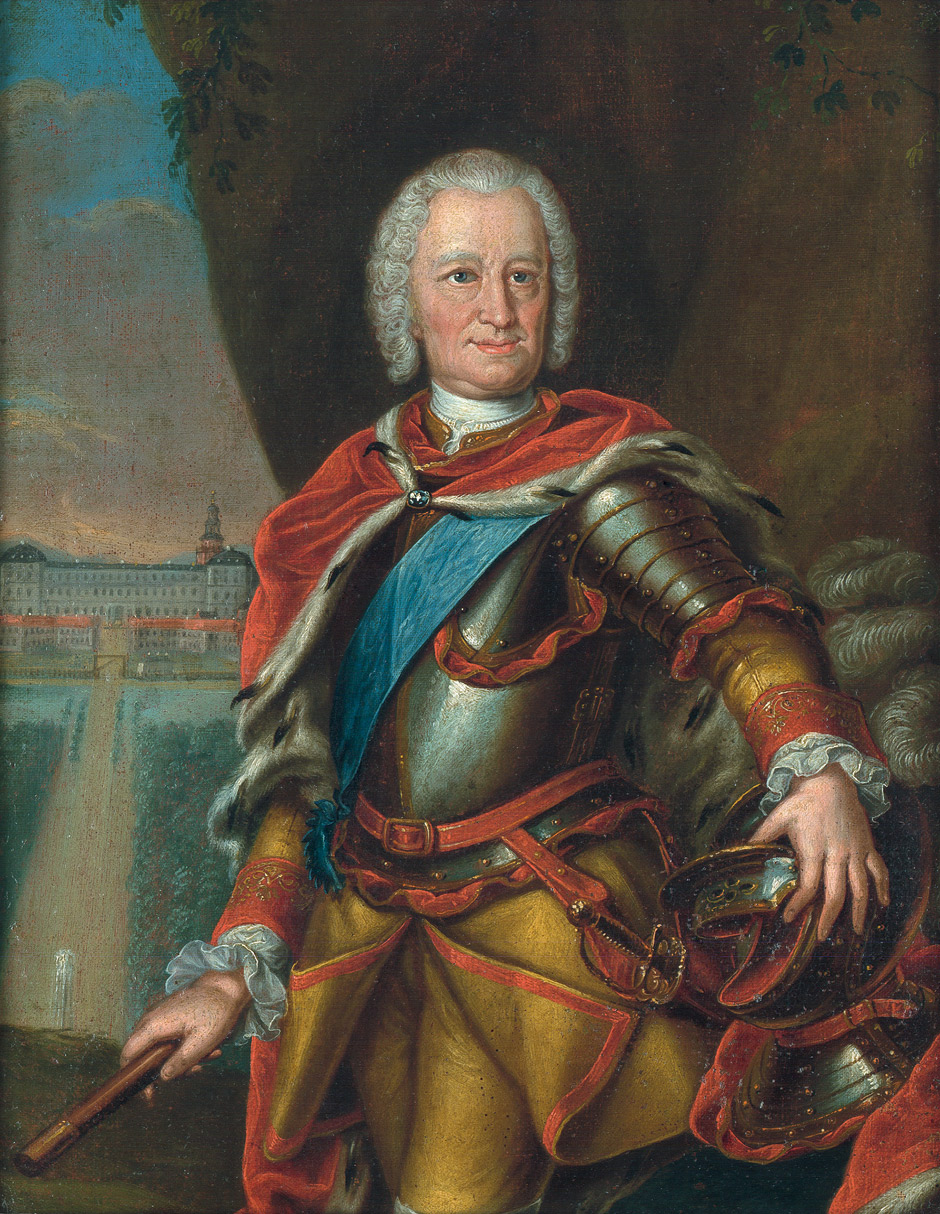
Ritratto del langravio Ernesto Luigi d'Assia-Darmstadt. Sullo sfondo è visibile il castello di Darmstadt da lui fatto ricostruire dopo il 1715.

Ernesto Luigi era figlio del langravio Luigi VI d'Assia-Darmstadt e di sua moglie, Elisabetta Dorotea di Sassonia-Gotha-Altenburg (1640-1709).
Alla morte del fratellastro Luigi VII, che regnò solo per un breve periodo dopo la morte del loro padre, Ernesto Luigi ascese al trono langraviale d'Assia-Darmstadt, rimanendo però sotto tutela della madre a causa della sua minore età sino al 1688. In quell'anno però l'Assia-Darmstadt venne occupata dalle truppe francesi e la stessa capitale venne occupata dai nemici, motivo per cui Ernesto Luigi dovette risiedere per i dieci anni successivi dapprima a Nidda e poi a Gießen. Dopo la morte della madre e della prima moglie, respinse categoricamente ogni forma di pietismo nel proprio stato, licenziando anche molti dei suoi ministri. Fu durante questi anni, ad ogni modo, che egli iniziò un rapporto di amore-odio verso la figura di Luigi XIV di Francia, il quale rappresentò sempre per Ernesto Luigi un modello di splendore da imitare, motivo per cui tornato in pieni poteri nel suo stato rinnovò il sistema fiscale con considerevoli aumenti di tasse atti a colmare le sempre più consistenti necessità di denaro per sostenere le spese per il mantenimento della grande corte creatasi attorno alla sua persona, portando così il suo paese alla rovina finanziaria a causa di un debito costante che, alla sua morte, constava di 4.000.000 di fiorini.
Patrono delle arti, Ernesto Luigi fu finanziatore del compositore barocco Johann Christoph Graupner che dal 1709 egli assunse anche quale maestro di cappella alla propria corte, impedendogli così di ottenere il prestigioso incarico di maestro del coro della Chiesa di San Tommaso a Lipsia (già a suo tempo ricoperto da Johann Sebastian Bach) a cui il compositore teneva particolarmente. Lo stesso langravio si dilettava nel suonare la viola da gamba e compose alcune brevi sinfonie e composizioni da chiesa assieme alle sorelle Maddalena Sibilla e Augusta Maddalena.
Per i suoi grandiosi progetti architettonici, chiamò al proprio servizio l'architetto francese Louis Remy de la Fosse, a cui diede l'incarico di ricostruire il palazzo langraviale di Darmstadt dopo che un rovinoso incendio nel 1715 aveva distrutto la costruzione precedente. Grande appassionato di caccia, investì gran parte dei propri averi nella costruzione di lussuose residenze per la caccia da inseguimento come i casini di caccia di Jägersburg e Kleudelsburg, ma il tracollo delle finanze di stato gli imposero il blocco totale di ogni iniziativa a partire dal 1718. Coltivò nel contempo anche la passione per l'alchimia.

## Matrimonio ed eredi

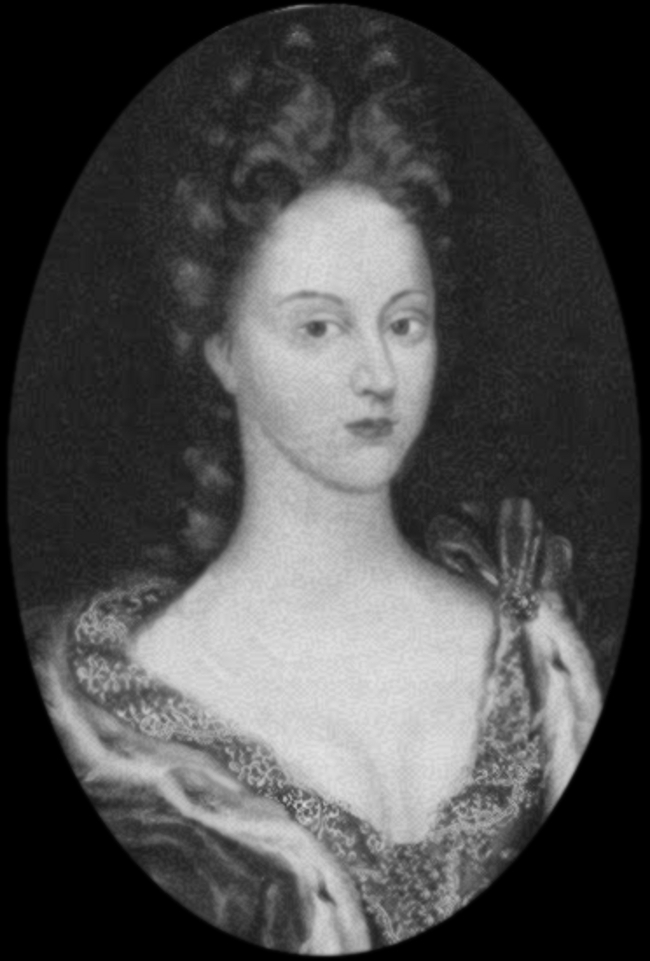
Dorotea Carlotta di Brandeburgo-Ansbach, prima moglie di Ernesto Luigi

Ernesto Luigi, il 1º dicembre 1687 a Darmstadt, sposò Dorotea Carlotta di Brandeburgo-Ansbach (1661–1705), figlia di Alberto II di Brandeburgo-Ansbach (1620–1667). La coppia ebbe i seguenti figli:
- Dorotea Sofia (1689-1723), sposò il principe Johann Friedrich von Hohenlohe-Öhringen;
- Luigi (1691-1768), poi langravio con il nome di Luigi VIII, sposò la contessa Carlotta di Hanau-Lichtenberg (1700–1726);
- Carlo Guglielmo (1693-1707);
- Francesco Ernesto (1695-1717);
- Federica Carlotta (1698-1777), sposò Massimiliano, langravio d'Assia-Kassel, figlio di Carlo I d'Assia-Kassel.

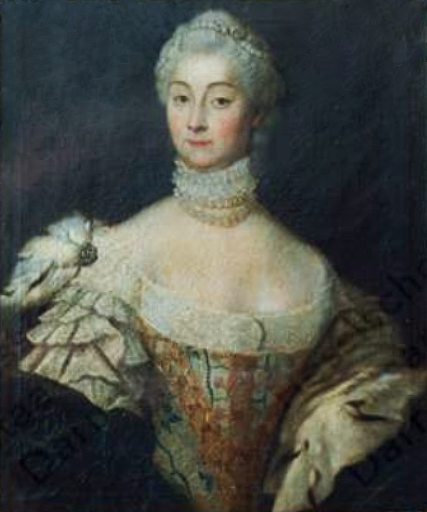
Luise Sophie von Spiegel, moglie morganatica di Ernesto Luigi

Alla morte della prima moglie, Ernesto Luigi si risposò morganaticamente il 20 gennaio 1727 a Darmstadt con Luise Sophie von Spiegel (1690–1751), creata contessa di Eppstein. La coppia ebbe i seguenti figli:
- Luisa Carlotta (1727–1753), contessa di Eppstein
- Federica Sofia (1730–1770), contessa di Eppstein, sposò il barone Johann Carl Ludwig Christian von Pretlack (1716–1781) nel 1764

Ernesto Luigi ebbe inoltre un figlio con l'amante Charlotte von Forstner (1686–1727):
- Federico Carlo Luigi di Hohenstein zu Fürstenfeld (1711 - c.1715)

## Ascendenza
|                                                |                             |                                        | Genitori                                |  |  | Nonni |  |  | Bisnonni                  |  |  | Trisnonni                   |  |
|                                                |                             |                                        |                                         |  |  |       |  |  | Luigi V d'Assia-Darmstadt |  |  | Giorgio I d'Assia-Darmstadt |  |
|                                                |                             |                                        |                                         |  |  |       |  |  | Luigi V d'Assia-Darmstadt |  |  | Giorgio I d'Assia-Darmstadt |  |
|                                                |                             | Maddalena di Lippe                     |                                         |  |  |       |  |  | Luigi V d'Assia-Darmstadt |  |  |                             |  |
| Giorgio II d'Assia-Darmstadt                   |                             |                                        |                                         |  |  |       |  |  | Luigi V d'Assia-Darmstadt |  |  |                             |  |
|                                                |                             | Maddalena di Brandeburgo               | Giovanni Giorgio di Brandeburgo         |  |  |       |  |  |                           |  |  |                             |  |
|                                                |                             | Maddalena di Brandeburgo               | Giovanni Giorgio di Brandeburgo         |  |  |       |  |  |                           |  |  |                             |  |
|                                                |                             | Maddalena di Brandeburgo               | Elisabetta di Anhalt-Zerbst             |  |  |       |  |  |                           |  |  |                             |  |
| Luigi VI d'Assia-Darmstadt                     |                             | Maddalena di Brandeburgo               |                                         |  |  |       |  |  |                           |  |  |                             |  |
|                                                |                             | Giovanni Giorgio I di Sassonia         | Cristiano I di Sassonia                 |  |  |       |  |  |                           |  |  |                             |  |
|                                                |                             | Giovanni Giorgio I di Sassonia         | Cristiano I di Sassonia                 |  |  |       |  |  |                           |  |  |                             |  |
|                                                |                             | Giovanni Giorgio I di Sassonia         | Sofia di Brandeburgo                    |  |  |       |  |  |                           |  |  |                             |  |
| Sofia Eleonora di Sassonia                     |                             | Giovanni Giorgio I di Sassonia         |                                         |  |  |       |  |  |                           |  |  |                             |  |
|                                                |                             | Maddalena Sibilla di Hohenzollern      | Alberto Federico di Prussia             |  |  |       |  |  |                           |  |  |                             |  |
|                                                |                             | Maddalena Sibilla di Hohenzollern      | Alberto Federico di Prussia             |  |  |       |  |  |                           |  |  |                             |  |
|                                                |                             | Maddalena Sibilla di Hohenzollern      | Maria Eleonora di Jülich-Kleve-Berg     |  |  |       |  |  |                           |  |  |                             |  |
| Ernesto Luigi d'Assia-Darmstadt                |                             | Maddalena Sibilla di Hohenzollern      |                                         |  |  |       |  |  |                           |  |  |                             |  |
|                                                | Giovanni di Sassonia-Weimar | Giovanni Guglielmo di Sassonia-Weimar  |                                         |  |  |       |  |  |                           |  |  |                             |  |
|                                                | Giovanni di Sassonia-Weimar | Giovanni Guglielmo di Sassonia-Weimar  |                                         |  |  |       |  |  |                           |  |  |                             |  |
|                                                | Giovanni di Sassonia-Weimar | Dorotea Susanna di Wittelsbach-Simmern |                                         |  |  |       |  |  |                           |  |  |                             |  |
| Ernesto I di Sassonia-Gotha-Altenburg          | Giovanni di Sassonia-Weimar |                                        |                                         |  |  |       |  |  |                           |  |  |                             |  |
|                                                |                             | Dorotea Maria di Anhalt                | Gioacchino Ernesto di Anhalt            |  |  |       |  |  |                           |  |  |                             |  |
|                                                |                             | Dorotea Maria di Anhalt                | Gioacchino Ernesto di Anhalt            |  |  |       |  |  |                           |  |  |                             |  |
|                                                |                             | Dorotea Maria di Anhalt                | Eleonora di Württemberg                 |  |  |       |  |  |                           |  |  |                             |  |
| Elisabetta Dorotea di Sassonia-Gotha-Altenburg |                             | Dorotea Maria di Anhalt                |                                         |  |  |       |  |  |                           |  |  |                             |  |
|                                                |                             | Giovanni Filippo di Sassonia-Altenburg | Federico Guglielmo I di Sassonia-Weimar |  |  |       |  |  |                           |  |  |                             |  |
|                                                |                             | Giovanni Filippo di Sassonia-Altenburg | Federico Guglielmo I di Sassonia-Weimar |  |  |       |  |  |                           |  |  |                             |  |
|                                                |                             | Giovanni Filippo di Sassonia-Altenburg | Anna Maria del Palatinato-Neuburg       |  |  |       |  |  |                           |  |  |                             |  |
| Elisabetta Sofia di Sassonia-Altenburg         |                             | Giovanni Filippo di Sassonia-Altenburg |                                         |  |  |       |  |  |                           |  |  |                             |  |
|                                                |                             | Elisabetta di Brunswick-Wolfenbüttel   | Enrico Giulio di Brunswick-Lüneburg     |  |  |       |  |  |                           |  |  |                             |  |
|                                                |                             | Elisabetta di Brunswick-Wolfenbüttel   | Enrico Giulio di Brunswick-Lüneburg     |  |  |       |  |  |                           |  |  |                             |  |
|                                                |                             | Elisabetta di Brunswick-Wolfenbüttel   | Elisabetta di Danimarca                 |  |  |       |  |  |                           |  |  |                             |  |
|                                                |                             | Elisabetta di Brunswick-Wolfenbüttel   |                                         |  |  |       |  |  |                           |  |  |                             |  |